# Mátrai Erőmű
A Mátrai Erőmű egy széntüzelésű erőmű Heves vármegyében; a legnagyobb magyarországi széntüzelésű erőmű. Maga az erőmű Visontán helyezkedik el, de egyes létesítményei Markaz, Halmajugra és Detk területére is átnyúlnak, az erőművet kiszolgáló bányák területe pedig érinti még Karácsond és Ludas, illetve Aldebrő határát is. Az erőművet kiszolgáló iparvasút Nagyút vasútállomásánál csatlakozik a Budapest–Sátoraljaújhely-vasútvonalhoz.
A létesítmény dolgozóinak létszáma több mint 2000 fő, és ezen kívül még a vállalat beszállítóin keresztül további 10 000 főnek biztosít munkát. A betanított munkások létszáma igen csekély az erőműben. Beépített teljesítménye 950 MW (884 MW lignit- és 66 MW földgáztüzelés).

## Története
Maga a lignitbányászat 1917-ben kezdődött el ipari léptékben, amikor is a Gyöngyöspatai Kovaföldművek Rt. elkezdte a kitermelést. 1918-ban Mátravidéki Szénbányák Rt. néven új vállalat jött létre. Ezt követően 1965-ben kezdődött meg az erőmű beruházása. 1967. október elsején megalakult a Gyöngyösi Hőerőmű Vállalat, amely 1968. május 29-én felvette Jurij Gagarin orosz űrhajós nevét és innentől kezdve Gagarin Hőerőmű Vállalat néven működött tovább. Az erőművet előbb a Thorez-bánya, majd később Visonta-bánya látja el lignittel. A bányát 1962-ben kezdték el kiépíteni és 1964-ben nyitotta meg kapuit. 1968-ig mélyművelésű, onnantól kezdve külszíni fejtéses technológiával termelik ki a lignitet a Mátraaljai Szénbányák területén. Az erőmű másik beszállítója, a bükkábrányi, 1985 óta működik. Összesen öt blokk épült meg az erőműben 1969 és 1972 között. 2 db 100 MW teljesítményű, illetve 3 db 200 MW teljesítményű blokk. 1969. június 19-én 18 óra 15 perckor kapcsolták rá az országos villamosenergia-hálózatra az erőmű I-es blokkját. 1986 és 1992 között nagyobb léptékű felújítási programon esett át az erőmű. A 3 db 200 MW-os blokknál felújították és bizonyos esetekben cserélték a fő- és segédberendezéseket.
Gyöngyösön 1965-1974 között lakótelep épült elsősorban az erőmű, másodrészt a hozzá a lignitet biztosító, Visonta és Bükkábrány környéki bányák dolgozói számára, amelyet a helyiek 80-as lakótelepnek neveznek.
Az erőművet 1992. január elsejétől részvénytársaság formában működtették tovább. 1993. január elsejével egyesült a Mátraaljai Szénbányák és a Mátrai Erőmű. 1995 decemberében az erőmű a privatizáció során német többségi tulajdonba került. 1998 és 2000 között további élettartam növelő beruházásokat hajtottak végre az erőművön. Az erőmű az I-es és a II-es blokkját 2003-ban kötötte rá a füstgáz-kéntelenítőre. A Markazi-víztározó vizét a külszíni fejtést akadályozó vizek gyűjtésére használják.
2014-ben a vállalat tulajdonosi összetétele a következő volt: RWE Power (50,9 %), MVM Magyar Villamos Művek Zrt. (25,5 %), ENBW Energie Baden-Württemberg (21,7 %), egyéb kisrészvényesek: 1,9 %.
2017 decemberében látott napvilágot a hír, amely szerint Mészáros Lőrinc a tulajdonában lévő Opus Global Nyrt.-n keresztül, annak Status Energy Magántőkealap nevű leányvállalatával és a cseh tulajdonú Energetický a průmyslový holding, a.s. (EPH) segítségével a Mátrai Erőmű Zrt. 72,62 százalékos tulajdonrészét felvásárolja. Az  MVM Magyar Villamos Művek Zrt. ekkor 26,15 százalékot kitevő tulajdonrészét a tranzakció nem érintette. Az RWE részvénycsomagját 5,9 milliárd forintért vásárolták meg 2017 végén.
Az erőműnek 2017 decemberi teljesítéssel, 6,4 euró/tonna egységárú, 6244 kilotonna mennyiségű, összesen 39,94 millió euró összegű nyitott határidős CO2 vásárlási ügylete volt a korábbi tulajdonos RWE által biztosítva.
2018 végén 57 milliárd forint volt az eredménytartalék összege. 2019 elején közgyűlési határozattal elfogadták, hogy 11,2 milliárd forint osztalékot fizet ki az erőmű a részvénytársaság tulajdonosai számára. Az eredménytartalék még a német RWE tulajdoni időszakában keletkezett. Mészáros Lőrinc és üzleti köre az osztalékból 8 milliárd forinthoz jutott hozzá.
Az erőműnek 2018 decemberi teljesítéssel, 6,62 euró/tonna egységárú, 5020 kilotonna mennyiségű, összesen 33,23 millió euró összegű nyitott határidős CO2 vásárlási ügylete volt a korábbi tulajdonos RWE által biztosítva.
2019 végén az Opus Global Nyrt. közleményben tudatta, hogy a MVM Magyar Villamos Művek Zrt.-vel közösen szerződéskötési kötelezettség, vagy bármely más kötelező erejű kötelezettségvállalás nélkül járó szándéknyilatkozatot írtak alá, arról, hogy az Opus Global 72,66 százalékos közvetett tulajdoni hányadát az MVM Magyar Villamos Művek Zrt. a jövőben megvásárolhassa.
Az erőműnek 2019 decemberi teljesítéssel, 6,85 euró/tonna egységárú, 2800 kilotonna mennyiségű, összesen 19,19 millió euró összegű nyitott határidős CO2 vásárlási ügylete van a korábbi tulajdonos RWE által biztosítva. Az európai szén-dioxid kibocsátási kvóta árfolyama piaci áron 2019 novemberében 24 euró környékén járt.
Az erőműnek 2020 decemberi teljesítéssel, 5,31 euró/tonna egységárú, 3600 kilotonna mennyiségű, összesen 19,1 millió euró összegű nyitott határidős CO2 vásárlási ügylete volt a korábbi tulajdonos RWE által biztosítva.
2019. december 20-án Palkovics László innovációs és technológiai miniszter bejelentette, hogy a magyar állam megvásárolja az Opus Global Nyrt.-től a Mátrai Erőművet, melyet a későbbiekben felújítanak és átalakítják az energiatermelés szerkezetét is. A bányaterületek rekultivációja során napelemparkot alakítanak ki, valamint hulladékégetésre alkalmas üzemegységeket és egy 500 MW teljesítményű gázturbinás blokkot telepítenek.
2029-ben fog lejárni az utolsó lignittüzelésű blokk üzemideje.
A Mátrai Erőmű 2020. március 26-án teljesen az MVM Csoport része lett. Folyamatban van a lignittüzelés kiváltását célzó négy fő projekt előkészítése. Az átalakítás első pillére egy gázturbinás erőmű, amely rugalmas, sokkal kevesebb szén-dioxidot bocsát ki, és támogatja a villamosenergia-rendszer működését. A második pillér részben arra vezethető vissza, hogy jelenleg is az erőmű felel az országban feldolgozott - lakossági, ipari és veszélyes - hulladék egy jelentős hányadának az eltüntetéséért, energetikai hasznosításáért. Az új hulladékhasznosítóval megtartaná azt a képességét, hogy csökkentse a hulladékáradatot. A gázerőmű és a hulladékhasznosító a tervek szerint  ugyanúgy ellátja majd árammal és hővel az erőmű köré épült ipari parkot. A harmadik pillér azt jelenti, hogy a rekultivált bányaterületeken 20-30 megawattos blokkokban összesen 200 megawatt kapacitású naperőművet létesítenek. (Eddig a visontai 16 MW-tal 2015-ben, a bükkábrányi pedig 20 MW beéptett teljesítménnyel 2019-ben kezdte meg az energiatermelést.) A negyedik, innovatív pillér a termelés során keletkező maradék szén-dioxid megkötése, hasznosítása, illetve olyan kutatás-fejlesztési projektek indítása, amelyek a hidrogén előállítását, a hidrogénnek a gázturbinával való használatát és a hidrogén alapú közlekedés előkészítését célozza. A teljes programot harminc év alatt tervezik megvalósítani, amelynek első öt plusz négy évét a lignitbányászat leállítását, és a pótló, modern beruházásokat az erőmű üzleti tervébe beépítik.
A hidrogénprojektben az szerepel, hogy zöld hidrogént állítanak elő:  a tervek szerint a vizet megújuló forrásból származó energiával bontják meg. Víz van elég, a bányászati tevékenység során évi 9 millió köbmétert kezelnek.  Az elektrolízishez szükséges áramot pedig 200 megawattnyi naperőmű adná, amely termelése nem engedhető rá a hálózatra, mert megbontaná az egyensúlyt. A hidrogén részben a gázturbinában tüzelhető el, részben a zöld közlekedésben használható.
Az innovatív elképzeléseknek köszönhetően új iparágakat, új ipari teljesítményt tudna bevonzani az erőmű
2025 januárjában 600 MW teljesítményű kombinált ciklusú gázüzemű blokk építéséről kötött szerződést az MVM Zrt. Az elavult és környezetszennyező lignit tüzelésű kazánokat egyre nehezebb és költségesebb üzemben tartani.

### Ipari park
Az erőmű közelében ipari parkot hoztak létre. Itt az erőműben keletkező melléktermékek felhasználásával gipszkarton és alfa-félhidrátgyártás, valamint biodízelgyár és a Viresol nevű gabonafeldolgozó üzem is ide települt.
A modernizációs program részeként a meglévő ipari park bővítése érdekében rendelkezésre áll egy 18 projektből álló program, amibe beletartozik az erőmű két leányvállalatának, a gépgyártó és a mélyépítő cégek versenypiac- és exportképessé tétele is. Szerepel az elképzelések között a körforgásos gazdasághoz, a hulladékkezeléshez kapcsolódó  projekt és lenne nonprofit tevékenység is. A profitorientált projektek a megfelelő árú villamos energiát, gőzt, technológiai szolgáltatások értékesítését szolgálják.

## Gázszivárgás az erőműben 2019-ben
Az erőműben 2019. november 4-én elromlott a kéntelenítő medence szivattyúházában működő kettő darab szivattyú közül az egyik. A gépet elkezdték megjavítani, de a munkások szemirritáció és orrfolyás tünetei miatt abba kellett, hogy hagyják a munkát. November 7-én a mintavételre leküldött vízellátási osztályon dolgozók, a vegyészeti osztály munkatársai és a biztonsági vezető szintén tapasztalták a korábban már a munkások által jelentett tüneteket. Délelőtt még csak a határérték közelében lévő nitrogén-monoxidot, délután azonban már kén-hidrogént is mértek. A terület lezárásra került és szellőztetést kezdtek. A Mátrai Erőmű biztonsági vezetője szerint november 14-ére már semmilyen koncentrációban sem lehetett kimutatni a gázok jelenlétét.
2019 novemberében lakossági bejelentés miatt vonult ki a helyszínre a Heves Megyei Katasztrófavédelmi Igazgatóság mobil laborja. A vizsgálatok kimutatták, hogy kén és foszfor tartalmú gáz fejlődött egy, az erőműhöz tartozó telephelyen, egy víztározóban. A katasztrófavédelem állítása szerint a lakosságot nem veszélyeztette a kialakult szennyezés. Később a környékbeli óvodák és iskolák dolgozóit figyelmeztették, hogy a keletkezett szennyezés miatt ne szellőztessenek és a gyerekeket csak szájuk és orruk védelmét biztosítva szállítsák a szülők az otthonuk és az érintett intézmények között. A keletkezett gázok között kén-hidrogén, nitrogén-monoxid jelenlétét mutatták ki az erőmű saját mérőműszerei, illetve a katasztrófavédelem mobil laborja mutatta ki, hogy a levegőben foszfin is volt, előbbi kettőnél az egészségügyi határérték feletti koncentrációt mutattak ki az erőműben. A szennyezés az Őzse-völgyi víztározóból került ki.

## Külső hivatkozások
- Brückner Gergely - A Mátrai Erőmű jövője: Zárjuk be! Alakítsuk át! Működtessük tovább! (Telex.hu, 2023.07.16.)
- Nagy József, Katz Dávid, Bielik István - Az erőmű, ahol a világ utolsó pucér nős naptárja lóg (24.hu, 2018. 01. 04.)
- Nagy Nikoletta - Veszteséges, környezetszennyező, de még sokáig a nyakunkon marad a Mátrai Erőmű (24.hu, 2020.08.10.)
- Brückner Gergely, Bozzay Balázs - Mátrai Erőmű: Heves megye élvállalata volt, csak aztán már nem becsültük a szenet (Index.hu, 2020.07.09.)
- Az ország legnagyobb szénerőműve, ahogy még sosem láttad! - Portfolio.hu Youtube csatorna, 2019.04.12.
- Elkezdődött a Mátrában a jövő építése https://www.vg.hu/vilaggazdasag-magyar-gazdasag/2021/12/elkezdodott-a-matraban-a-jovo-epitese